# Państwowy Uniwersytet Południowy
Państwowy Uniwersytet Południowy  (hiszp. Universidad Nacional del Sur) – argentyński uniwersytet państwowy w Bahía Blanca .
Uniwersytet powstał 5 stycznia 1956 i jest największym na południu Argentyny .
Uniwersytet współpracował z Uniwersytetem Warmińsko-Mazurskim w Olsztynie .